# Paulo Artaxo
Paulo Eduardo Artaxo Netto (São Paulo, 25 de janeiro de 1954) é um cientista brasileiro.

## Vida
É filho de Milton Netto, escrivão, e Maria Artaxo Netto, dona de casa. Casou-se com Ana Paula Freire, tendo três filhos, Carolina, Pedro e Sofia. Artaxo demonstrou interesse pela ciência desde a infância. Trabalhou inicialmente como office-boy do cartório onde seu pai trabalhava, e mais tarde ocupou-se como observador meteorológico do Mirante de Sant'Anna. Depois recebeu toda a sua formação acadêmica na Universidade de São Paulo, da graduação até a livre docência. Sua área de trabalho é a Física, concentrando seus interesses em temas do meio ambiente (especialmente amazônico), mudanças climáticas/aquecimento global e poluição do ar, em que é uma autoridade.
Tem desenvolvido insigne carreira na ciência brasileira e é considerado um dos mais influentes e mais citados mundialmente entre os cientistas do país. Em matéria n'O Estado de São Paulo, Herton Escobar disse que "há muitas maneiras de se medir as qualidades de um pesquisador: número de trabalhos publicados, número de citações, colaborações internacionais, formação de alunos, coordenação de projetos, etc. Mas seja qual for a métrica, é praticamente certeza que o nome Paulo Artaxo aparecerá entre os melhores do Brasil — e do mundo. Referência internacional no estudo de aerossóis atmosféricos (micropartículas em suspensão, essenciais para a formação de nuvens e regulação do clima), o professor titular do Instituto de Física da Universidade de São Paulo foi recentemente apontado como um dos pesquisadores mais influentes do mundo pela empresa Thomson Reuters".
Foi membro da coordenação da área de Geociências da FAPESP de 2000 a 2008, e atualmente é professor sênior no Instituto de Física da Universidade de São Paulo. É membro titular da Academia Brasileira de Ciências, da Academia de Ciências do Estado de São Paulo e da TWAS, The World Academy of Sciences. Representa a comunidade científica no Conselho Nacional do Meio Ambiente, representa a Sociedade Brasileira para o Progresso da Ciência no Conselho Diretor do Painel Brasileiro de Mudanças Climáticas – Rede CLIMA, foi escolhido presidente do Programa de Grande Escala Biosfera-Atmosfera na Amazônia, um projeto de cooperação internacional, e é um dos coordenadores do Programa FAPESP de Mudanças Globais e da Rede CLIMA do Ministério da Ciência e Tecnologia. Foi um dos cientistas revisores do Primeiro Relatório do Painel Brasileiro de Mudanças Climáticas. 

## Prêmios e reconhecimento
Recebeu um Voto de Aplauso do Senado Brasileiro pelo trabalho científico em meio ambiente na Amazônia; o Prêmio Dorothy Stang de Ciências e Humanidades, outorgado pela Câmara Municipal de São Paulo; a Ordem Nacional do Mérito Científico no grau de comendador; o Prêmio Faz Diferença na categoria Sociedade/Sustentabilidade, oferecido pelo jornal O Globo, e o Prêmio Almirante Álvaro Alberto, a mais importante honraria nacional do setor de ciência e tecnologia. É Pesquisador Emérito do CNPq.
Recebeu também amplo reconhecimento internacional. Em suas pesquisas de pós-doutorado trabalhou na NASA, na Universidade de Harvard e na Universidade de Antuérpia, entre outras instituições. Tem vasta produção científica, com mais de 460 trabalhos e mais de 1020 papers apresentados em conferências internacionais. Seu índice H no Web of Science é 71, e no Google Scholar tem índice H de 92. Já publicou 18 trabalhos nas revistas Science e Nature. Em 2006 foi eleito fellow da American Association for the Advancement of Sciences. Faz parte da Academia de Ciências dos Países em Desenvolvimento e de oito painéis científicos internacionais, destacando-se o Painel Intergovernamental de Mudanças Climáticas (IPCC), recebendo com toda a equipe do IPCC o Prêmio Nobel da Paz em 2007. Foi um dos autores principais dos relatórios do IPCC AR4, AR5 e AR6. Recebeu o Prêmio de Ciências da Terra da World Academy of Sciences, e o título de Doutor Honoris Causa da Universidade de Estocolmo.